# Nandax
Nandax ist eine französische Gemeinde mit 564 Einwohnern (Stand: 1. Januar 2022) im Département Loire in der Region Auvergne-Rhône-Alpes. Die Gemeinde gehört zum Arrondissement Roanne und zum Kanton Charlieu.

## Geografie
Nandax liegt etwa zehn Kilometer nordöstlich von Roanne am Fluss Jarnossin. Umgeben wird Nandax von den Nachbargemeinden Saint-Hilaire-sous-Charlieu im Norden, Boyer im Osten, Coutouvre im Süden und Südosten, Vougy im Westen und Südwesten sowie Pouilly-sous-Charlieu im Nordwesten.

## Bevölkerungsentwicklung
| Jahr                       | 1962 | 1968 | 1975 | 1982 | 1990 | 1999 | 2006 | 2017 |
| Einwohner                  | 279  | 259  | 234  | 267  | 283  | 333  | 481  | 521  |
| Quellen: Cassini und INSEE |      |      |      |      |      |      |      |      |

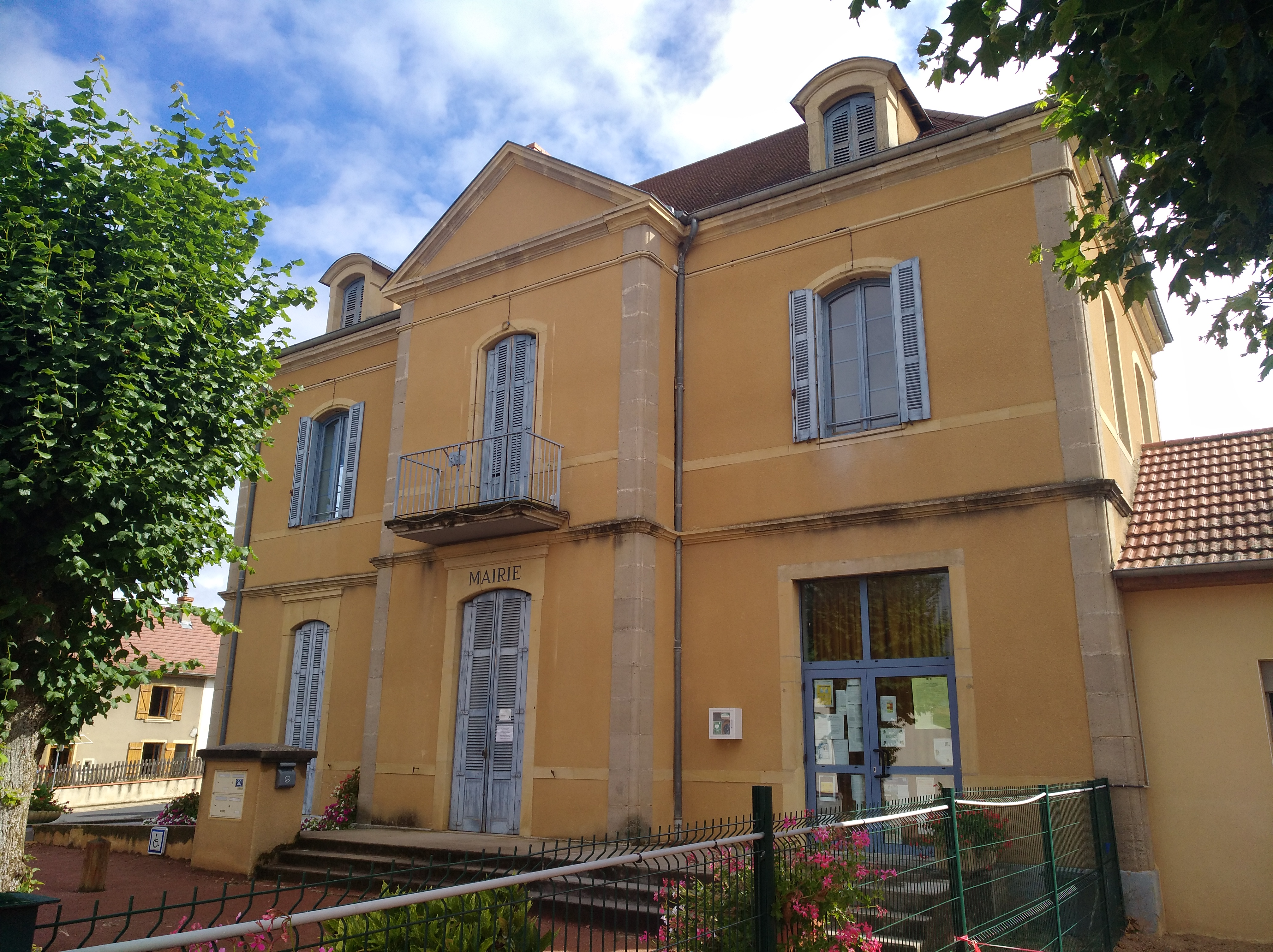
Mairie Nandax
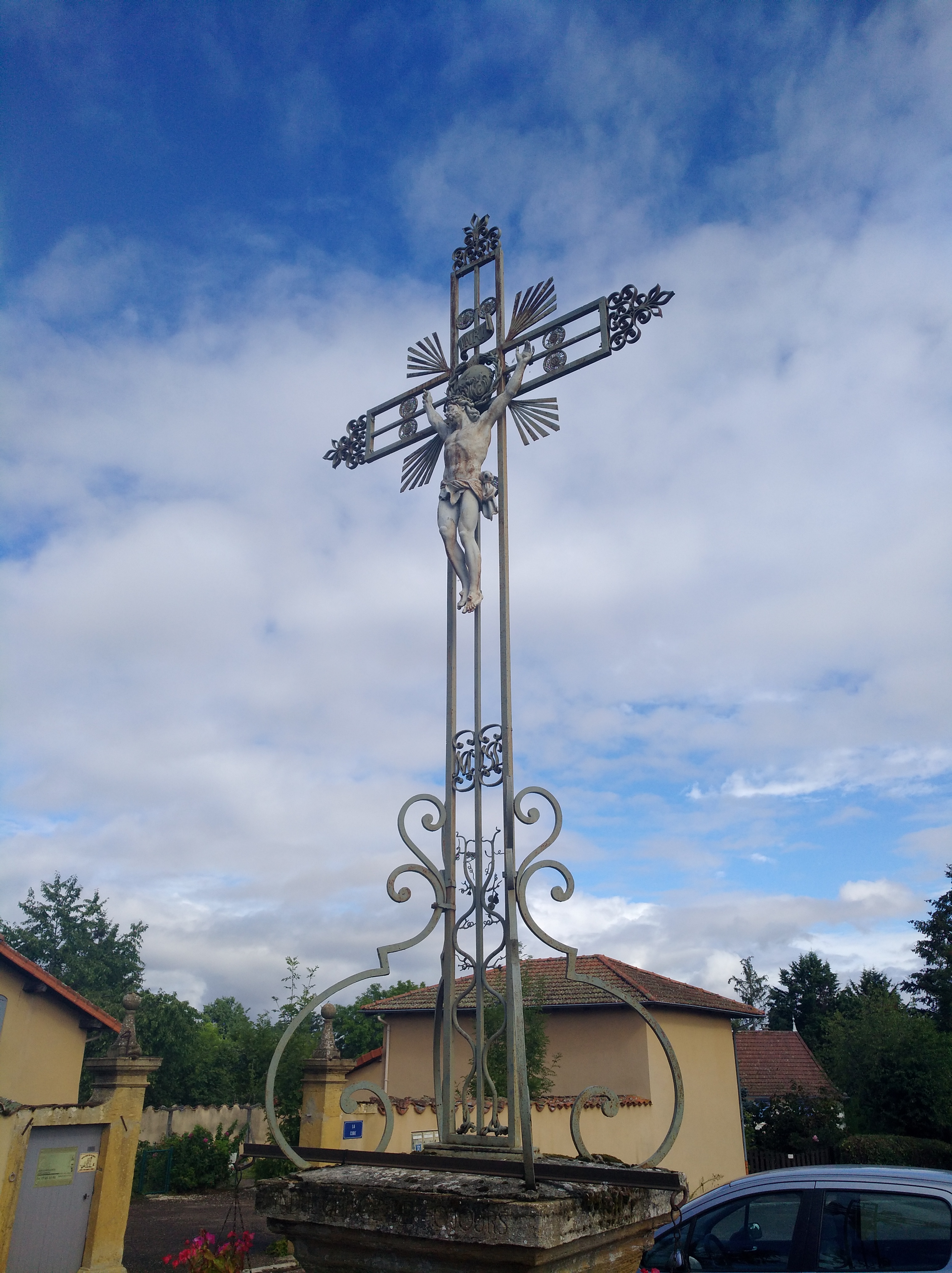
Wegkreuz

## Persönlichkeiten
- Jean Morel (1854–1927), Politiker, Kolonialminister (1910/11, 1913)